# Церковь Всех Святых (Рига)
Церковь Всех Святых (латыш. Visu Svēto baznīca) — православный храм в Риге, столице Латвии. Находится в Латгальском районе, на территории сада (парка) Клусайс (Тихий), который был создан на месте старого кладбища.

## История
Архиепископ Псковский Иннокентий (Нечаев) в 1777 году благословил постройку небольшой часовни, которую освятили во имя Всех Святых. В 1812 году вместо часовни начали строить храм. Работы по возведению храма были прерваны войной с Наполеоном. В 1815 году вновь построенная Церковь освящается во имя Всех Святых и приписывается к Благовещенскому (Никольскому) приходу.
Всехсвятская церковь была выстроена в византийском стиле — деревянная, на высоком фундаменте. Она имела один главный купол, четыре боковых и отдельно стоящую колокольню. В таком виде церковь просуществовала до середины XIX века, когда пришла в полную негодность. В 1854 году начинается строительство нового храма. В 1869—1870 годах Всехсвятский приход при поддержке епископа Вениамина, пристраивает к деревянной церкви каменную (кирпичную) колокольню. Для колокольни храма был отлит колокол весом 310 пудов (приблизительно 5 тонн).
Рижская консистория 15 октября 1881 года заказала архитектору Янису Бауманису разработку проекта нового храма с составлением эскизов на перенос старой деревянной Всехсвятской церкви « как она есть» на Ивановское кладбище. Смета работ, подготовленная архитектором, составила 39 112 рублей (приблизительно 953 тыс. евро) и учитывала уже имеющуюся колокольню с притвором.
В левой части каменного притвора обустраивается и 6 сентября 1881 года освящается придел во имя Введения Пресвятой Богородицы во храм. В 1882 году деревянный храм разбирают и переносят на Ивановское кладбище. 22 августа 1882 года на месте бывшей деревянной церкви закладывается новое кирпичное здание. Через два года строительство было завершено. Новое главное здание вместе с колокольней и трапезной частью с притворами составили единый архитектурный ансамбль. Храм построен в стиле эклектики, в романских формах.
Пока строилась центральная часть храма, службы проходили в её трапезной части, где в 1881 году был освящен малый престол (левый) в честь Введения во храм Пресвятой Богородицы. Третий престол (правый малый) во имя Веры, Надежды, Любови и матери их Софии был обустроен и освящен в сентябре 1891 года, уже после смерти Яниса Бауманиса, последовавшей 19 марта 1891 года.
9 мая 1884 года храм был освящён епископом Рижским Донатом (Бабинским-Соколовым) в сослужении рижского городского духовенства и в присутствии многих молящихся.

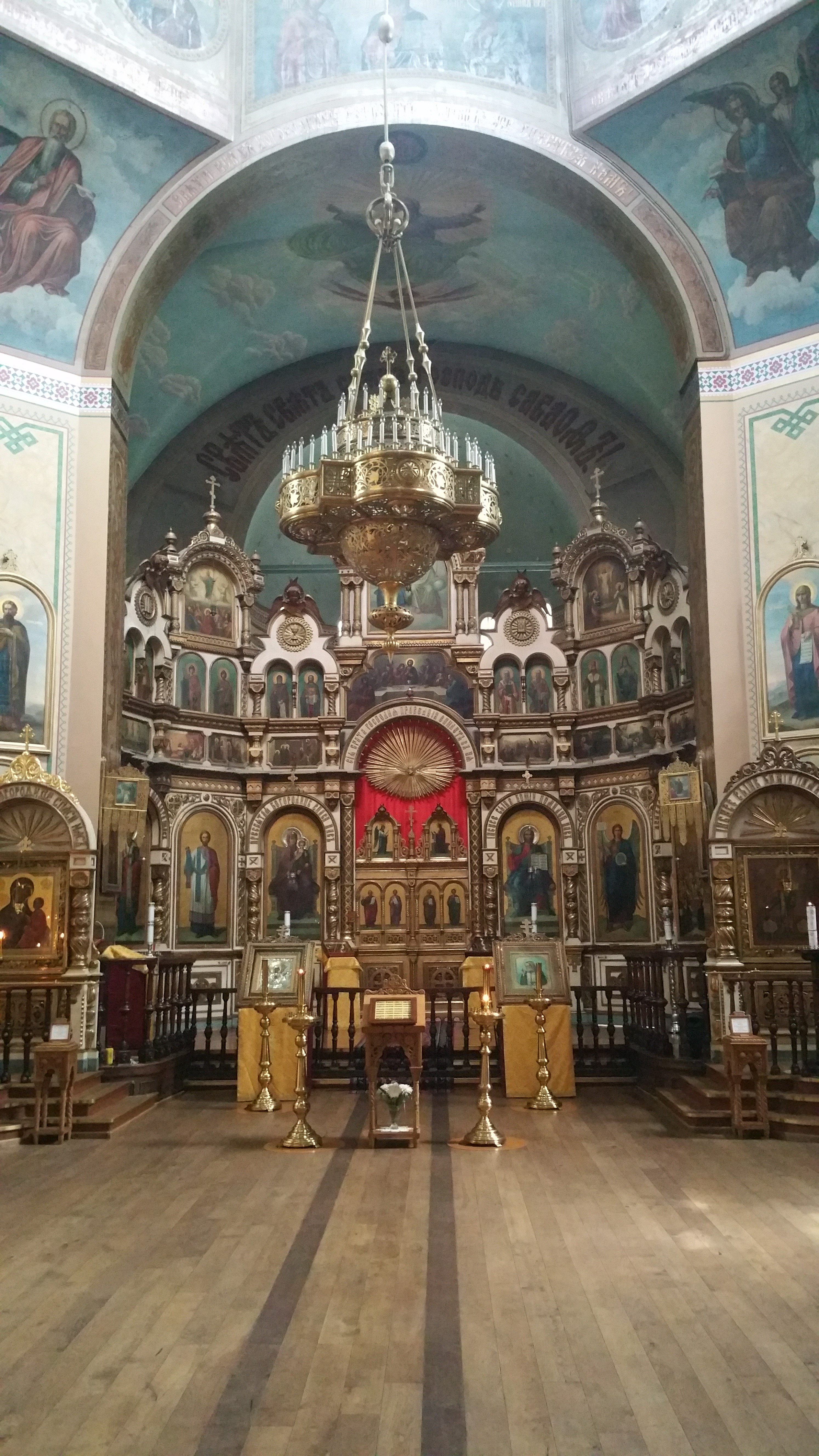

## Почитаемые иконы храма
- Тихвинская икона Пресвятой Богородицы. Расположена за левым клиросом — возвышением перед алтарем и иконостасом.
- Икона Всех Святых (в иконостасе центральной части храма).
- Икона Господа Вседержителя (на левой стене в левом приделе храма, освященном в честь праздника Введения во храм Пресвятой Богородицы).
- «Вера, Надежда, Любовь и матерь их София» (в малой части храма, в иконостасе правого придела, освященного в честь этих святых).
- Икона Вилянских мучеников.
- Икона трех святителей Иоанна Златоуста, Василия Великого и Григория Богослова.
- Икона равноапостольной княгини Ольги, святых Елизаветы, Анны, Игнатия и Косьмы, Митрополита Московского Алексия и святого апостола Матфея.